# اجتماع‌پژوهی
جامعه‌پژوهی یا اجتماع‌پژوهی (انگلیسی: Community studies) مطالعاتی است که محور آن شناخت و تحلیل مسائل و روابط درونی یک اجتماع یا چگونگی تعامل آن با دیگر اجتماع‌ها است.